# خورشیدگرفتگی ۱۶ ژانویه ۲۰۷۵
خورشیدگرفتگی ۱۶ ژانویه ۲۰۷۵ (به انگلیسی: Solar eclipse of January 16, 2075) یک خورشیدگرفتگی از نوع خورشیدگرفتگی کامل است. این خورشیدگرفتگی در تاریخ ۱۶ ژانویه ۲۰۷۵ میلادی (‎۲۷ دی ۱۴۵۳ خورشیدی) روی خواهد داد که زمان اوج آن، ساعت ۱۸:۳۶:۰۴ به‌وقت ساعت هماهنگ جهانی است. مدت زمان و طول این خورشیدگرفتگی ۱ دقیقه و ۴۲ ثانیه خواهد بود.